# Jiří Crha
Jiří Crha (* 13. April 1950 in Pardubice, Tschechoslowakei) ist ein ehemaliger tschechoslowakischer Eishockeytorwart, der nach elf Jahren in der höchsten Spielklasse der Tschechoslowakei in der National Hockey League für die Toronto Maple Leafs spielte. Zudem war er zwischen 1985 und 1993 Stammtorhüter des EHC Freiburg.

## Karriere
Jiří Crha begann seine Karriere in den Nachwuchsmannschaften von Tesla Pardubice, bevor er im Rahmen seines Militärdienstes für den ASD Dukla Jihlava spielte. Bei Dukla Jihlava debütierte er 1969 in der höchsten Spielklasse der Tschechoslowakei,  der 1. Liga. Während seines Militärdienstes absolvierte er in zwei Spielzeiten 51 Partien für Jihlava bei einem Gegentorschnitt von unter 2,5 und wurde zweimal Tschechoslowakischer Meister, bevor er nach Pardubice zurückkehrte.
In den folgenden acht Spielzeiten spielte Crha ausschließlich für Tesla Pardubice und gewann mit seinem Heimatverein 1973 die tschechoslowakischer Meisterschaft. Während eines Familienurlaubs in Jugoslawien im Sommer 1979 setzte sich Jiří Crha mit seiner Familie ab und siedelte nach Kanada über. Am 4. Februar 1980 wurde er von den Toronto Maple Leafs als Free Agent unter Vertrag genommen. Zunächst spielte er für die New Brunswick Hawks, Torontos Farmteam in der American Hockey League, bevor er in den NHL-Kader der Maple Leafs berufen wurde. Er absolvierte 15 NHL-Spiele für sein Team, in denen ihm acht Siege gelangen.
In der folgenden Spielzeit war er Stammtorhüter der Maple Leafs und wurde insgesamt 57 mal eingesetzt, bekam aber keine Vertragsverlängerung für die Folgezeit. Es folgten drei Einsätze in den Minor Leagues für die Cincinnati Tigers und die St. Catharines Saints, bevor er nach Europa zurückkehrte.
In der Saison 1983/84 spielte er für den SV Bayreuth in der 2. Bundesliga, bevor er für ein Jahr pausierte. 1985 wurde er vom EHC Freiburg verpflichtet, für den er in den folgenden acht Jahren spielte. 1988 schaffte er mit dem EHC den Aufstieg in die 1. Bundesliga, bevor seine Karriere nach der Spielzeit 1992/93 beendete. Ihm zu Ehren wird die Trikotnummer 1 seither nicht mehr vom EHC Freiburg vergeben.
Seit seinem Karriereende ist Jiří Crha als Spieleragent und -vermittler tätig. Seit 1990 arbeitet er für die International Management Group (IMG), die Spieler wie Radek Bonk, Milan Hejduk und Roman Hamrlík betreuen.

### International
Jiří Crha spielte bei einer Vielzahl von internationalen Turnieren für die Nationalmannschaft der Tschechoslowakei. Dabei gewann er drei Silber- und eine Bronzemedaille bei Weltmeisterschaften und eine Silbermedaille bei den Olympischen Winterspielen 1976. Zudem wurde 1968 als Juniorenspieler U19-Europameister und zweimal als bester Torhüter der U19-Europameisterschaft ausgezeichnet.

## Erfolge und Auszeichnungen
- 1968 Goldmedaille bei der U19-Junioren-Europameisterschaft
- 1968 All-Star-Team der U19-Junioren-Europameisterschaft
- 1968 Bester Torhüter der U19-Junioren-Europameisterschaft
- 1968 Bronzemedaille bei der U19-Junioren-Europameisterschaft
- 1969 Bester Torhüter der U19-Junioren-Europameisterschaft
- 1973 Tschechoslowakischer Meister mit ASD Dukla Jihlava
- 1973 Tschechoslowakischer Meister mit ASD Dukla Jihlava
- 1973 Tschechoslowakischer Meister mit Tesla Pardubice
- 1973 Bronzemedaille bei der Weltmeisterschaft
- 1974 Silbermedaille bei der Weltmeisterschaft
- 1975 Silbermedaille bei der Weltmeisterschaft
- 1976 Silbermedaille bei den Olympischen Winterspielen
- 1978 Silbermedaille bei der Weltmeisterschaft

## NHL-Statistik
|            |                     | Reguläre Saison | Reguläre Saison | Reguläre Saison | Reguläre Saison | Reguläre Saison | Reguläre Saison | Reguläre Saison | Playoffs | Playoffs | Playoffs | Playoffs | Playoffs | Playoffs | Playoffs |
| Saison     | Team                | GP              | MIN             | W               | L               | T               | SO              | GAA             | GP       | MIN      | W        | L        | GA       | SO       | GAA      |
| ---------- | ------------------- | --------------- | --------------- | --------------- | --------------- | --------------- | --------------- | --------------- | -------- | -------- | -------- | -------- | -------- | -------- | -------- |
| 1979–80    | Toronto Maple Leafs | 15              | 830             | 8               | 7               | 0               | 0               | 3,61            | 2        | 121      | 0        | 2        | 10       | 0        | 4,96     |
| 1980–81    | Toronto Maple Leafs | 54              | 3112            | 20              | 20              | 11              | 0               | 4,07            | 3        | 65       | 0        | 2        | 11       | 0        | 10,15    |
| NHL gesamt | NHL gesamt          | 69              | 3942            | 28              | 27              | 11              | 0               | 3,84            | 5        | 186      | 0        | 4        | 21       | 0        | 6,77     |

(Legende zur Torhüterstatistik: GP oder Sp = Spiele insgesamt; W oder S = Siege; L oder N = Niederlagen; T oder U oder OT = Unentschieden oder Overtime- bzw. Shootout-Niederlage; Min. = Minuten; SOG oder SaT = Schüsse aufs Tor; GA oder GT = Gegentore; SO = Shutouts; GAA oder GTS = Gegentorschnitt; Sv% oder SVS% = Fangquote; EN = Empty Net Goal; 1 Play-downs/Relegation; Kursiv: Statistik nicht vollständig)